# Brian Aldiss
Brian Wilson Aldiss (n. 18 august 1925, Dereham, Anglia, Regatul Unit – d. 19 august 2017, Oxford, Anglia, Regatul Unit) a fost un autor, critic literar și pictor englez de science fiction și non-ficțiune, care a scris proză și în manieră suprarealistă.
A fost vice-președinte al societății internaționale H. G. Wells și co-președinte la Birmingham Science Fiction Group (împreună cu Harry Harrison).
Scrierile sale au fost comparate cu cele ale lui Isaac Asimov, Greg Bear și Arthur C. Clarke. Povestirea lui Super-Toys Last All Summer Long a stat la baza filmului realizat de Stanley Kubrick și Steven Spielberg, A.I. Artificial Intelligence.

## Biografie
Tatăl lui Aldiss a condus un magazin înființat de bunicul său, deasupra căruia locuia familia. La vârsta de 6 ani, Brian a fost trimis la școala West Buckland din Devon, pe care a urmat-o până la sfârșitul adolescenței. În 1943 s-a înrolat în regimentul Royal Signals, participând la acțiunea din Birmania; întâlnirea lui cu jungla tropicală a inspirat, cel puțin parțial, romanul Sera, iar experiența din armată a inspirat a doua și a treia carte din seria Horatio Stubbs.
După Al Doilea Război Mondial, a vândut cărți în Oxford. El a scris, în afara povestirilor science fiction pentru diferite reviste, o serie de articole pentru un jurnal de călătorie despre viața într-o librărie virtuală, lucru care i-a atras atenția lui Charles Monteith, editor al publicațiilor britanice Faber and Faber. Ca urmare a acestui lucru, prima carte a lui Aldiss a fost The Brightfount Diaries (1955), un roman sub forma unui jurnal despre viața unui asistent de vânzări dintr-o librărie.
În 1955, ziarul The Observer a organizat un concurs de povestiri a căror acțiune are loc în anul 2500, pe care Aldiss l-a câștigat cu lucrarea "Not For An Age". The Brightfount Diaries a avut un succes mic, iar Faber l-a întrebat pe Aldiss dacă mai are alte scrieri pe care să le vadă pentru o eventuală publicare. Aldiss a mărturisit că este scriitor de science fiction, spre încântarea editorilor, care aveau un număr de fani SF în poziții înalte, așa încât i-au publicat prima carte science fiction, culegerea de povestiri Space, Time and Nathaniel. Din acel moment, câștigurile lui din scris le-au egalat pe cele din librărie, așa încât a decis să devină scriitor full-time.
La Convenția Mondială de Science Fiction din 1958 a fost votat "Cel mai promițător debutant", fiind ales președinte al BSFA în 1960. În perioada anilor '60 a fost editor literar al ziarului Oxford Mail. În jurul anului 1964, împreună cu vechiul colaborator Harry Harrison, a început primul jurnal de critică science fiction, Science Fiction Horizons. în scurta sa apariție de două numere, acesta a publicat articole și recenzii ale unor autori ca James Blish, cuprinzând o discuție între Aldiss, C. S. Lewis și Kingsley Amis în primul număr și un interviu cu William S. Burroughs în al doilea.
În afara propriilor scrieri, a avut un mare succes ca antologator. A editat Introducing SF, o culegere de povestiri care exemplificau diversele teme ale science fictionului și Best Fantasy Stories, ambele pentru Faber. În 1961 a realizat o antologie de povestiri science fiction retipărite pentru editorul britanic Penguin Books, sub titlul Penguin Science Fiction. Cartea a avut un succes extraordinar, fiind reeditată de multe ori și a fost urmată de alte două antologii, More Penguin Science Fiction (1963) și Yet More Penguin Science Fiction (1964). Ultimele două antologii au cunoscut același succes ca și prima, toate trei fiind publicate împreună în The Penguin Science Fiction Omnibus (1973), care, de asemenea, a cunoscut o serie de reeditări. În anii '70, a realizat câteva culegeri ample de science fiction clasic, sub titlurile Space Opera (1974), Space Odysseys (1975), Galactic Empires (1976), Evil Earths (1976) și Perilous Planets (1978), care au avut succes. În aceeași perioadă, a editat volumul în format mare Science Fiction Art (1975), cu imagini selecționate din revistele pulp.
Ca răspuns la rezultatele trimise de sondele spațiale în anii '60 și '70, care arătau că Venus este complet opusă junglei fierbinți, tropicale, descrisă de obicei în science fiction, el și Harry Harrison au editat antologia Farewell, Fantastic Venus!, retipărind povestiri bazate pe ideile despre Venus de dinaintea sondelor. Tot împreună cu Harrison a editat o serie de antologii, The Year's Best Science Fiction (1968-1976?)
A călătorit în Iugoslavia, întâlnindu-și fanii din Ljubljana (actualmente Slovenia), călătorie pe care a descris-o într-o carte. A publicat o poveste fantasy de istorie alternativă despre regii sârbi din Evul Mediu și a scris un roman intitulat The Malacia Tapestry despre o Dalmație alternativă.
A primit "Permanent Special Guest" la ICFA, conferința pentru International Association for the Fantastic in the Arts la care participă anual.
A primit titlul de Ofițer al Ordinului Imperiului Britanic pentru servicii aduse literaturii pe 11 iunie 2005.
În ianuarie 2007 a apărut pe Desert Island Discs. Alegerea melodiei pe care să o 'salveze' a fost Old Rivers a lui Walter Brennan, cea pentru carte a fost biografia lui John Osborne scrisă de John Halpern, iar obiectul de lux un banjo. Întreaga selecție de opt înregistrări preferate apare pe site-ul BBC .
Pe 1 iulie 2008 a primit un doctorat onorific de la Universitatea din Liverpool, ca recunoaștere a contribuției aduse de el literaturii.

## Cărți

### Ficțiune

#### Romane
- The Rain Will Stop (1942) - publicat prima dată de The Pretentious Press în 2000
- The Brightfount Diaries (1955)
- Non-Stop (1958) - publicat în Statele Unite cu titlul Starship
- Equator (1958)
- The Interpreter (1960) - publicat în Statele Unite cu titlul Bow down to Nul
- The Male Response (SUA: 1959 / Marea Britanie 1961)
- The Primal Urge (1961)
- Hothouse (1962)

ro. Sera (Traducere Mihai Bădescu) - Editura Porto-Franco 1991
- The Dark Light Years (1964)
- Greybeard (1964)

ro. Greybeard (Traducere Mihnea Columbeanu) - Editura Nemira 1994
- Earthworks (1965)
- The Impossible Smile (1965) - serializat în revista Science Fantasy sub pseudonimul "Jael Cracken"
- An Age (1967) - publicat în Statele Unite cu titlul Cryptozoic!

ro. Cryptozoic (Traducere Mihnea Columbeanu) - Editura Antet XX Press 1993
- Report On Probability A (1968)
- Barefoot in the Head (1969)
- Saga Horatio Stubbs
  - The Hand-Reared Boy (1970)
  - A Soldier Erect (1970)
  - A Rude Awakening (1978)
- Frankenstein Unbound (1973)
- The 80 minute Hour (1974)
- The Malacia Tapestry (1976)
- Brothers of the Head (1977)
- Enemies of the System (1978)
- Pile (1979)
- New Arrivals, Old Encounters (1979)
- Moreau's Other Island (1980)
- Cvartetul Squire
  -  Life In The West (1980)
  -  Forgotten Life (1988)
  -  Remembrance Day (1993)
  -  Somewhere East Of Life (1994)
- Trilogia Helliconia
  - Helliconia Spring (1982)

ro. Helliconia - primăvara (Traducere Elena Daniela Radu) - Editura Dante 1995
- - Helliconia Summer (1983)

ro. Helliconia - vara (Traducere Mihaela Dumitrașcu) - Editura Dante 1995
- - Helliconia Winter (1985)
- Seasons in Flight (1984)
- Courageous New Planet (c. 1984)
- The Year before Yesterday (1987) - combinația dintre Equator (1958) și The Impossible Smile (1965)
- Ruins (1987)
- Dracula Unbound (1990)
- A Tupolev too Far (1994)
- Somewhere East of Life: Another European Fantasia (1994)
- White Mars Or, The Mind Set Free (1999) - cu Roger Penrose
- Super-State (2002)
- The Cretan Teat (2002)
- Affairs at Hampden Ferrers (2004)
- Cultural Breaks (2005)
- Jocasta  (2005)
- Sanity and the Lady  (2005)
- HARM  (2007)

#### Culegeri de povestiri
- Space, Time and Nathaniel (1957) - cuprinde cele treisprezece povestiri publicate de Aldiss până la acea dată și o a paisprezecea, a cărei scriere a fost grăbită pentru a umple culegerea
- No Time Like Tomorrow (1958) - publicată în Statele Unite la New American Library imprint Signet Books
- The Canopy of Time (1959) - publicată în Statele Unite cu titlul Galaxies like Grains of Sand și cu un conținut puțin diferit
- The Airs of Earth (1963) - publicată în Statele Unite cu titlul Starswarm
- Best SF stories of Brian Aldiss (1965) - publicată în Statele Unite cu titlul But who can replace a Man?
- The Saliva Tree and other strange growths  (1966)
- Farewell Fantastic Venus (1968) - antologie editată împreună cu Harry Harrison
- Neanderthal Planet (1970) - cuprinde patru povestiri: "Neanderthal Planet", "Danger: Religion!", "Intangibles, Inc."  și "Since the Assassination"
- The Moment of Eclipse (1971)
- The Book of Brian Aldiss (1972) - publicată în Statele Unite cu titlul The Comic Inferno
- Last Orders and Other Stories (1977)
- The Secret of This Book  (1995) - publicată în Statele Unite cu titlul Common Clay: 20-Odd Stories
- Super-Toys Last All Summer Long and Other Stories of Future Time (2001)

### Poezie
- Home Life With Cats (1992)
- At The Caligula Hotel (1995)
- Songs From The Steppes Of Central Asia (1995)
- A Plutonian Monologue on His Wife's Death    (The Frogmore Papers, 2000)
- At A Bigger House (2002)
- The Dark Sun Rises (2002)
- A Prehistory of Mind (2008)

### Non-ficțiune
- Cities and Stones - A Traveller's Yugoslavia (1966)
- The Shape of Further Things (1970)
- Item Eighty Three (cu Margaret Aldiss) (1972) - o bibliografie comprehensivă a tuturor cărților și povestirilor publicate până la acea dată (este a 83-a carte din lista lui)
- Billion Year Spree: The History of Science Fiction (1973) - revizuită și extinsă sub numele de Trillion Year Spree (cu David Wingrove)(1986)
- Hell's Cartographers (1975) - editată cu Harry Harrison
- The Pale Shadow Of Science (1986)
- This World and Nearer Ones: Essays exploring the familiar (1979)
- The Detached Retina: Aspects of SF and Fantasy  (1995)
- The Twinkling of an Eye or My Life as an Englishman (1998)
- When the Feast is Finished (cu Margaret Aldiss) (1999)
- Art after Apogee: The Relationships between an Idea, a Story, a Painting   (cu Rosemary Phipps) (2000)
- Bury My Heart at W.H. Smith's - A Writing Life (1990) - autobiografie

### Culegeri de povestiri editate
- The Year's Best Science Fiction No.6 (cu Harry Harrison) (1973)
- Space Opera (1974)
- Galactic Empires Volume 1 (1976)
- Galactic Empires Volume 2 (1976)

## Premii SF
- Hugo 1959, pentru cel mai promițător tânăr autor
- Hugo 1962, pentru ciclul de nuvelete Sera (Ed. Porto Franco, 1991)
- Hugo 1987, pentru cartea de non-ficțiune Orgia de un trilion de ani (Trillion Year Spree).
- Nebula 1965, pentru nuvela  Arborele salivă (Saliva Tree).